# Neulijska mirovna pogodba
Neulijska mirovna pogodba (tudi neuillyjski mir) je bila sklenjena med predstavniki antante na eni in Bolgarijo kot poraženko v prvi svetovni vojni in podpisana 27. novembra 1919 v predmestju Pariza, Neuilly-sur-Seine.
Bolgarija je morala po pogodbi odstopiti Zahodno Trakijo antanti (ta je ozemlje prepustila Grčiji na konferenci v San Remu), s čimer je izgubila povezavo z Egejskim morjem, 2563 km² ozemlja na meji s Kraljevino Srbov, Hrvatov in Slovencev in Južno Dobrudžo. Poleg tega je morala država zmanjšati število pripadnikov oboroženih sil na 20.000 mož, plačati vojne reparacije v višini okoli 100 milijonov funtov in priznati Kraljevino SHS.
V Bolgariji je postal razplet pogajanj znan kot »druga nacionalna katastrofa«. Južna Dobrudža je ponovno pripadla Bolgariji po sporazumu z Romunijo. Med drugo svetovno vojno je Bolgarija v zavezništvu s Tretjim rajhom začasno spet zavzela vsa izgubljena ozemlja in jih po njej ponovno izgubila.